# (4477) Kelley
(4477) Kelley es un asteroide perteneciente al cinturón de asteroides, descubierto el 28 de septiembre de 1983 por el equipo del Observatorio Astronómico Nacional de Rozhen desde el Observatorio Astronómico Nacional de Bulgaria, Smolyan, Bulgaria.

## Designación y nombre
Designado provisionalmente como 1983 SB. Fue nombrado Kelley en homenaje al estadounidense "Michael Shawn Kelley" ingeniero programador del equipo con experiencia en geología planetaria que descubrió el asteroide.

## Características orbitales
Kelley está situado a una distancia media del Sol de 2,220 ua, pudiendo alejarse hasta 2,579 ua y acercarse hasta 1,860 ua. Su excentricidad es 0,162 y la inclinación orbital 2,942 grados. Emplea 1208 días en completar una órbita alrededor del Sol.

## Características físicas
La magnitud absoluta de Kelley es 13,4. Tiene 4,763 km de diámetro y su albedo se estima en 0,373.